# Franz Anton Schiefner

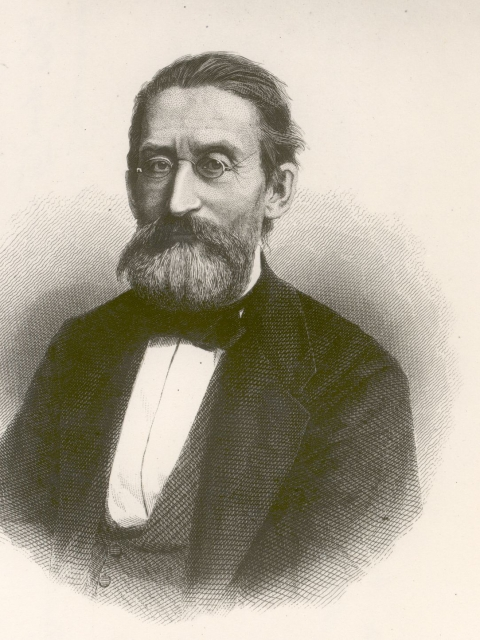
Franz Anton Schiefner.

Franz Anton Schiefner (Russisch: Антон Антонович Шифнер) (Reval, 18 juli 1817 — Sint-Petersburg, 16 november 1879) was een Ests linguïst en tibetoloog. Schiefner werd geboren uit Duits-sprekende ouders, afkomstig uit Bohemen, en had de Russische nationaliteit gezien Estland in die tijd deel uitmaakte van het Keizerrijk Rusland. Hij was een van de grootste autoriteiten in Rusland op het gebied van filologie, etnologie, Tibetaans en het Fins.
Schiefner volgde de grammaticaschool in Reval (Tallinn) en studeerde vanaf 1836 verder in Rechten in Sint-Petersburg en vervolgens in Oosterse talen in Berlijn van 1840 tot 1842. Bij terugkeer in Sint-Petersburg in 1843 onderwees hij klassieke talen aan de Eerste Grammaticaschool en later aan de Russische Academie van Wetenschappen, waarvan hij sinds 1854 buitengewoon lid was. Hier werd hij in 1852 verantwoordelijk voor de ontwikkeling van Tibetaans en Tibetaanse literatuur. Van 1860 tot 1873 deed hij daarnaast het professoraat voor klassieke talen in het rooms-katholieke theologische seminarie. Schiefner maakte enkele malen buitenlandse onderzoeksreizen, zoals naar Engeland. 